# Xã Fall Creek, Quận Adams, Illinois
Xã Fall Creek (tiếng Anh: Fall Creek Township) là một xã thuộc quận Adams, tiểu bang Illinois, Hoa Kỳ. Năm 2010, dân số của xã này là 529 người.